# 瓜希基羅
瓜希基羅（西班牙語：Guajiquiro），是洪都拉斯的城鎮，位於該國西南部，由拉巴斯省負責管轄，始建於1896年，面積350.3平方公里，海拔高度1,807米，2001年人口11,969，人口密度每平方公里34.17人。
14°07′N 87°50′W / 14.117°N 87.833°W